# Alérame de Montferrat
 (août 2019).
Si vous disposez d'ouvrages ou d'articles de référence ou si vous connaissez des sites web de qualité traitant du thème abordé ici, merci de compléter l'article en donnant les références utiles à sa vérifiabilité et en les liant à la section « Notes et références ».
Alérame (… – 991) fut  marquis de Montferrat, fondateur de la maison des Alérame (Aleramici).

## Biographie
Il existe peu d’informations sur le marquis Alérame. Alérame est le fils d'un comte Guillaume, peut-être le Guillaume qui descend en Italie en 888 avec Guy III de Spolète. Son nom apparaît pour la première fois dans un document de juillet 933, dans lequel il est cité comme « Fidelis noster Alledramus comes » et il reçoit comme fief une cour dans la région de Vercelli par Hugues d'Arles et Lothaire d'Arles, roi d'Italie. En février 935 Alérame obtient l’investiture de terres dans la région d’Alexandrie (donc dans le comté d’Acqui). Dans aucun document, les comtés dont lui et son père, Guillaume, sont les titulaires, ne sont cités.
Alérame est nommé marquis en 958 par Bérenger II, s’étant marié avec la fille de ce dernier, Gerberga d'Ivrée, en secondes noces. En 961, pourtant, Alérame se range du côté d'Otton Ier du Saint-Empire, qui le 23 mars 967 lui donne de nombreuses terres incultes dans les Langhe entre le Tanaro, l'Orba et la mer. L'investiture est concédée sur la demande expresse d'Adélaïde de Bourgogne, fille de  Rodolphe II, femme de Otton Ier depuis 951 et précédemment femme de Lothaire II. Ces évènements confirment la fidélité d’Alérame (comme précédemment son père Guillaume) à la famille de Rodolphe de Bourgogne en raison d’une probable origine bourguignonne.
Du premier mariage avec Adelasia (ou Alasia), Alérame a trois fils, Otton, Anselme et Guillaume (mort avant 961) dont on connaît peu de chose. Probablement, à la mort de leur père, les deux fils survivants gèrent ensemble les territoires même s'ils commencent à délimiter leurs zones d'influences: c'est ainsi que les Alérame de Montferrat (terme, à l'époque très vague) sont issus d'Otton et les Alérame de Savone de Anselmo, on compte parmi eux les Del Vasto et les Del Carretto. La séparation complète du patrimoine n'intervient qu'un siècle plus tard.

## La légende d'Alérame
Une vieille légende, racontée par le chroniqueur Jacopo d'Acqui pendant le règne d’un descendant d’Alérame, Guillaume VII, indique que le marquis Alérame serait né près de Acqui Terme de parents germaniques se rendant à un pèlerinage. Resté orphelin, Alérame est engagé dans l’armée impériale et entre à la cour de l’empereur Otton Ier. Il fait la connaissance de Alasia, la fille de l’Empereur, et un tendre sentiment naît de leur rencontre.
Incapable d'évoquer la chose à sa majesté, craignant un refus pour leur mariage, les deux amoureux s’enfuient dans les terres de Ligurie où ils auront quatre fils. Ne réussissant pas à vivre sans combattre, il retourne dans l’armée en cachette avec son fils aîné Otto. Quand l'empereur Otton apprend la chose, il désire rencontrer le courageux jeune homme Otto et découvrant la vérité sur son origine il pardonne aux deux amants. Il concède à Alérame, dans un élan de générosité, autant de terres qu’il réussit à parcourir à cheval sans s’arrêter. Le territoire ainsi parcouru est le Monteferrat dont le nom dérive de mun (pierre) et de frà (fer), soit les pierres utilisés pour ferrer les chevaux et qu’il jetait derrière lui comme preuve du territoire parcouru.
Il existe différents variantes de la légende, comme celle qui veut qu’Alérame ait obtenu ses territoires après avoir chevauché trois jours et trois nuits et que le nom de Montferrat dérive du fait d’avoir utilisé une pierre (mòn) pour ferrer le cheval qui avait perdu son fer (fér) pendant la course.
D’autres expliquent le nom de Montferrat par les nombreux châteaux fortifiés qui sont présents sur le territoire. Dans ce cas, le présent d'Otton proviendrait, non pas de l'amour d'Alérame pour la fille d'Otton mais du courage démontré lors de la libération des sarrasins en Ligure occidentale et dans le Piémont.